# 傅錫祺
傅錫祺（1872年9月12日—1946年8月27日），臺灣臺中人，原名南，字錫祺，以字行。又字復澄，號鶴亭，晚號澹廬老人，曾為記者、詩人，清代秀才，日治時歷任潭子庄長、豐原水利組合評議員、潭子庄農業組合長。亦是知名的漢詩詩人，長期擔任櫟社社長。為潭子地方耆老。

## 簡介
生於台灣府彰化縣潭仔墘公廳巷（今臺中潭子），清光緒年間臺南府學弟子員。傅錫祺之父為傅董來成，為雙姓傅董。錫祺亦本雙姓，稱傅董南，字錫祺，後改回父系的傅姓，以錫祺為通稱。元配高綢，繼室廖題。兩妻共生有八子五女。
一生經歷清領，日治，及民國時期。於日治時期擔任《台灣新報》及《台灣日日新報》漢文欄主編，與鹿港陳懷澄、彰化賴紹堯、霧峰林家林癡仙及林幼春等九人創立台灣三大詩社之一的櫟社，並擔任社長一職長達三十年。著有《鶴亭詩集》、《櫟社沿革志畧》等